# Kostel svatého Jana Křtitele (Loket)
Kostel svatého Jana Křtitele je zaniklý, původně středověký kostel, který stával na jižním okraji Lokte v okrese Sokolov v Karlovarském kraji.

## Historie
Původně středověký kostel je poprvé zmiňován roku 1253, kdy byl darován řádu křižovníků s červenou hvězdou. Byl postaven vně městských hradeb nad prastarým přechodem pro pěší přes Ohři, později (asi v 18. století) vybudovaném barokním kamenném mostu zvaném Jánský. Kostel stával u paty pověstmi opředené skalní skupiny „špičatých kamenů“ (vrch Špičatý kámen). V roce 1511 byl kostel přestavěn, což dokládal letopočet na původním, již ztraceném, gotickém portálu kostela. V polovině 16. století sloužil k pořádání evangelických bohoslužeb. Kapacitně však již nevyhovoval počtu věřících a byl proto koncem 16. století rozšířen. Rovněž došlo k rozšíření původního hřbitova, který stával u kostela od 15. století. V roce 1627 byl kostel odebrán protestantům opět začal sloužil katolíkům. V průběhu 17. a 18. století byl několikrát opravován. Pro nevyhovující technický stav byl kostel v roce 1852 zbořen.
Při bourání kostela v roce 1852 se bohužel ztratil křídlový oltář z roku 1579, jehož autorem byl August Cordus, který působil v Lokti přibližně v letech 1576–1584.
Na místě zbořeniště vznikl po dvou letech o třetinu menší, pseudorománský kostel, dostavěný v roce 1857.
Ve 20. století kostel chátral, jistou dobu sloužil studentům loketské reálky pro výuku náboženství. Po skončení druhé světové války a vysídlení německého obyvatelstva došlo k jeho devastaci a zchátralý kostel byl v roce 1973 stržen.
V průběhu let 2022–2023 byla provedena částečná obnova opěrných a terasních zdí zaniklého kostela.

## Stavební podoba
Nejstarší podoba kostela není známá. Na vedutě města Loket z roku 1680 je zachycena jeho podoba až po několika přestavbách v 16. století. Kostel se na kresbě jeví jako jednolodní stavba se sedlovou střechou s patrně čtyřmi okenními osami. V centru hřebene střechy je umístěná výrazně hrotitá, pravděpodobně pouze dřevěná věžička. Na vyobrazení je znázorněn i přiléhající hřbitov s obvodovou zdí a brankou. Pozdější historické veduty zachycují kostel výrazně rozměrnější. Pořád se jednalo o jednolodní stavbu se sedlovou střechou s nejméně sedmi okenními osami. Osmá okenní osa již pravděpodobně patřila polygonálnímu presbytáři. Na vyobrazení půdorysu kostela na císařských otiscích Stabilního katastru ze 40. let 19. století je vidět, že v této době presbytář přiléhal k jižní obvodové zdi bez odsazení, zatímco od severní zdi byl odsazen. Nad západním štítem byla vybudována malá dřevěná zvonička. Rovněž je vidět, že hřbitov zasahoval do prostoru současné Rooseveltovy ulice. Ta z větší části prochází místem zaniklé katovny, která ještě na počátku 20. století přiléhala k východnímu nároží zaniklého hřbitova, který byl roku 1877 uzavřen a dochovala se pouze jeho ohradní zeď.
Jedinou současnou připomínkou původního hřbitova je pískovcový neoklasicistní náhrobek lékaře Augusta Marii Glückseliga zemřelého v roce 1870, jenž je kulturní památkou a terasní zdi, částečně obnovené v letech 2022–2023.

### Interiér
V kostele býval velký křídlový oltář z roku 1579, který se ztratil při bourání starého kostela v roce 1852. Jeho autorem byl renezanční umělec August Cordus. Na prostřední desce oltáře byl na jeho lícní straně zobrazen námět Ukřižování, na rubu Poslední soud od jiného autora.
Později byl z kostela svaté Kateřiny v Krásně zakoupen starý poškozený oltář.
V kostele se nacházela dvě malovaná antependia od Eliáše Dollhopfa. Dvou a půlmetrové antependium z roku 1763 zobrazovalo svém středu Jana Křtitele s beránkem na klíně, po stranách svatého Vavřince s palmou a roštem a svatou Barbora s mečem, hledící na kalich a hostii. Na opačné straně je výjev Posledního soudu. V ose kompozice stojí nad otevřenou knihou v oblacích Kristus Vítězný. Role Krista jako soudce posledního soudu je naznačena plamenným mečem. Roku 1848 nebo 1849 byl z chátrajícího kostela demontován hlavní oltář a přemístěn na půdu děkanského kostela. Dollhopfovo antependium bylo přemístěno do kaple u hradní strážnice, kde se nacházelo ještě ve dvacátých letech 20. století, nově majetkem města Loket a součást stálé expozice hradu.